# تيهار
مهرجان تيهار (بالنيبالية: तिहार]]) مهرجان هندوسي لمدة خمسة أيام يُحتفل به في النيبال وفي ولاية آسام وسيكيم الهنديتين بالإضافة إلى منطقة دارجلينغ في بنغال الغربية. المهرجان عبارة عن مهرجان للاضواء، حيث يتم إضاءة مصابيح الدييا(diyas) وهي عبارة عن مصباح زيتي يستخدم في الهند ونيبال، وعادة ما يصنع من الطين، مع قطن من الفتيل مغموس في السمن أو الزيوت النباتية. يتم إضاءة هذه المصابيح داخل المنازل وخارجها لجعلها مضيئة في الليل خلال أيام المهرجان.